# هوندا تاداماسا
هوندا تاداماسا (به ژاپنی: 本多 忠政 Honda Tadamasa)؛( ۱۵۷۵ – ۶ سپتامبر ۱۶۳۱) یک سیاست‌مدار اهل ژاپن بود.